# Slaterocoris
Slaterocoris är ett släkte av insekter. Slaterocoris ingår i familjen ängsskinnbaggar.

## Dottertaxa tillSlaterocoris, i alfabetisk ordning[1]
- Slaterocoris alpinus
- Slaterocoris ambrosiae
- Slaterocoris apache
- Slaterocoris arizonensis
- Slaterocoris atratus
- Slaterocoris atritibialis
- Slaterocoris basicornis
- Slaterocoris bifidus
- Slaterocoris breviatus
- Slaterocoris burkei
- Slaterocoris croceipes
- Slaterocoris custeri
- Slaterocoris dakotae
- Slaterocoris digitatus
- Slaterocoris flavipes
- Slaterocoris fuscicornis
- Slaterocoris fuscomarginalis
- Slaterocoris getzendaneri
- Slaterocoris hirtus
- Slaterocoris knowltoni
- Slaterocoris longipennis
- Slaterocoris minimus
- Slaterocoris mohri
- Slaterocoris nevadensis
- Slaterocoris nicholi
- Slaterocoris ovatus
- Slaterocoris pallidicornis
- Slaterocoris pallipes
- Slaterocoris pilosus
- Slaterocoris rarus
- Slaterocoris robustus
- Slaterocoris rubrofemoratus
- Slaterocoris schaffneri
- Slaterocoris sculleni
- Slaterocoris severini
- Slaterocoris sheridani
- Slaterocoris solidaginis
- Slaterocoris sparsus
- Slaterocoris stygicus
- Slaterocoris texanus
- Slaterocoris tibialis
- Slaterocoris utahensis
- Slaterocoris woodgatei